# Cédric Vial
Pour les articles homonymes, voir Vial.
Cédric Vial, né le 25 mars 1978 à Chambéry, est un homme politique français. Ancien maire de la commune des Échelles (2008-2020), il est actuellement sénateur de la Savoie et conseiller régional d'Auvergne-Rhône-Alpes.

## Biographie

### Origines
Cédric Vial est le fils de Jean-Michel Vial et de Françoise Barrère. Il est marié à Angélique et père de deux enfants. Ses parents sont ancrés aux Échelles, où son père exerçait le métier d'ébéniste et de gérant de la fabrique familiale de meubles G. Vial. Sa mère travaillait comme comptable au sein de la société. 
Bien que possédant le même patronyme, Cédric Vial n'a pas de lien direct de parenté avec Jean-Pierre Vial, qui a été maire des Échelles et sénateur avant lui. Il est cependant le jeune frère de Olivier Vial, actuel président de l'Union Nationale Interuniversitaire (UNI).

### Parcours professionnel
Titulaire d’un bac scientifique (option mathématique) du lycée Vaugelas de Chambéry, il intègre alors l’université Joseph Fourrier (Grenoble I) où il obtient un DEUG sciences de la vie et de la terre puis intègre une licence de chimie qu’il interrompt pour commencer son parcours professionnel dans le secteur public. 
En 1998, Cédric Vial commence sa carrière en tant que collaborateur du groupe politique de la droite, du centre et des indépendants au sein du Conseil général de l'Isère. En 2003, il intègre le cabinet du maire de Grenoble . 
À partir de 2003, il s'investit sur le plan national en intégrant le ministère de l'Education nationale comme délégué à la vie lycéenne. En 2005, il est nommé conseiller technique au sein du cabinet du ministre de l'Education nationale Gilles de Robien. Il conserve ce poste au sein du cabinet du ministre Xavier Darcos. Il démissionne fin 2007 afin de se porter candidat aux élections municipales de mars 2008.
De 2007 à 2014, il est chargé de mission développement et relations institutionnels auprès du directeur général de l'institut de formation et d'animation des collectivités (IFAC). 
En 2015, il prend les fonctions de secrétaire général du groupe des élus de l'union de la droite et du centre au Conseil régional Rhône-Alpes. 
De janvier 2016 à octobre 2018, il est directeur de cabinet de Jean Papadopulo, président du conseil communautaire de la Communauté d'agglomération Portes de l'Isère (CAPI).

### Parcours politique
Cédric Vial devient adjoint au maire de la commune des Échelles, dans le département de la Savoie, à l'âge de 22 ans. Sept ans plus tard, il est élu maire de la commune, le plus jeune maire du département.
Il se présente sans étiquette politique à l'élection sénatoriale partielle de 2017, à la suite de la démission de Michel Bouvard (LR) qui voit la victoire de Martine Berthet,.
En 2018, à la suite de la démission de Patrick Mignola, il devient conseiller régional d'Auvergne-Rhône-Alpes.
Il est élu sénateur de la Savoie le 27 septembre 2020. À l'issue de son élection et afin de se conformer à la loi sur le cumul des mandats, il annonce rester conseiller régional, mais démissionne de ses mandats exécutifs de maire des Échelles et de président de la communauté de communes Coeur de Chartreuse. 

## Décorations
- Chevalier de l'ordre des Palmes académiques (promotion de janvier 2008).